# Amerila rubripes
Amerila rubripes là một loài bướm đêm thuộc phân họ Arctiinae, họ Erebidae.